# Janine Sonis
Janine Elizabeth Sonis (* 20. August 1994 als Janine Elizabeth Beckie in Littleton, Colorado, Vereinigte Staaten) ist eine US-amerikanisch-kanadische Fußballspielerin auf der Position eines Stürmers. Die kanadische Fußballnationalspielerin spielt seit 2024 für den Racing Louisville FC.

## Jugend- und Erwachsenenbereich

### Karrierebeginn und High School
Janine Beckie kam im Jahre 1994 in Littleton, Colorado, einer Vorstadt von Denver und Ort des Amoklaufs an der Columbine High School 1999, als jüngstes Kind von Gary und Sheila Beckie (geborene Brennan) zur Welt. Der sportbegeisterten Familie, der im Jahre 2001 im Alter von 41 Jahren verstorbene Vater Gary war als Basketballspieler an der University of Saskatchewan aktiv und Mutter Sheila, die ebenfalls für das Collegebasketballteam der University of Saskatchewan sowie als kanadische Nachwuchsnationalspielerin agierte, gehören mit Alysha (* 1987), Drew (* 1990) und Jenelle Beckie (* 1993) drei weitere Kinder, die allesamt auf Collegeniveau im Fußballsport Fuß fassten, an. Bereits im Alter von vier Jahren spielte Janine Beckie für das Nachwuchsfußballprogramm Real Colorado in ihrem Heimatort Highlands Ranch, wo sie unter anderem auch die Valor Christian High School, eine unabhängige christliche Privatschule, besuchte.
Während ihrer Kindheit und Jugend wuchs sie neben dem Fußballsport auch mit Gymnastik, Basketball und Lacrosse auf, konzentrierte sich in den späteren Jahren jedoch vermehrt auf ihre Fußballkarriere. Als viermaliger Letterman (2009 bis 2012) war sie während ihrer High-School-Zeit als Fußballerin sehr erfolgreich; so war sie unter anderem in den Jahren 2009 und 2010 mit dem Mädchenteam High-School-Vizestaatsmeister von Colorado. Des Weiteren wurde sie während dieser Zeit ins All-Pioneer-League-Team geholt und war 2010 Meister und 2011 Vizemeister der Region IV. Im letztgenannten Jahr wurde sie auch ins First Team All-Colorado und ins First Team All-Conference gewählt. Wie ihre Eltern war auch sie als Basketballspielerin aktiv und übte neben diesem Sport auch Leichtathletik an der High School aus. In der 4-mal-100-Meter- und der 4-mal-400-Meter-Staffel wurde sie je einmal Staatsmeisterin von Colorado, auch wurde sie Fünfte im 100-Meter-Hürdenlauf und Vizestaatsmeisterin über 300 Meter Hürden. In der Mannschaftswertung des Leichtathletik-Staatsmeeting 2011 verhalf sie ihrem Team zum zweiten Platz und schaffte es beim Basketball im Folgejahr in die All-State-Auswahl. In diesem Jahr wurde sie auch zum Gatorade Colorado Player of the Year gewählt, die erste Auszeichnung für die Valor Christian High School dieser Art. Ebenfalls während ihrer High-School-Zeit war sie 2011 Mitglied des ECNL-Teams, das durch Europa tourte, sowie Torschützenkönigin von Real Colorado bei der regionalen U-16-Meisterschaft.

### Collegefußball
Nachdem sie ihr Studium mit dem Hauptlehrgang Medien- & Kommunikationswissenschaften an der Texas Tech begonnen hatte, schloss sie sich auch der dortigen Sportabteilung, den Red Raiders, die zur Big 12 Conference gehört, an. Bereits in ihrem ersten Jahr wurde Janine Beckie in allen 23 Meisterschaftsspielen ihres Teams eingesetzt, wobei sie 22 Mal von Beginn an spielte, 14 Tore schoss und weitere fünf Assists beisteuerte. Des Weiteren konnte sie in ihrem Freshman-Jahr zahlreiche weitere Erfolge feiern; darunter war sie Führende in sechs verschiedenen Kategorien der universitätsinternen Rangliste und war zudem mit 122 Schüssen, 5,30 Schüssen pro Spiel, 33 Scorerpunkten und 1,43 Scorerpunkten pro Spiel Führende der Big 12. In weiteren Kategorien führte sie die Liste punktegleich zusammen mit anderen Spielerinnen an und erfuhr auch diverse individuelle Ehrungen, darunter die Wahl ins NSCAA All-America Second Team, sowie ins NSCAA All-Central Region First Team. Des Weiteren war sie mehrfache Spielerin der Woche sowie am Ende der Saison sogar Big 12 Rookie of the Year sowie im All-Big 12 First Team und im Big 12 All-Tournament Team. Weitere individuelle Auszeichnungen folgten im Laufe ihres ersten Jahres. Im nachfolgenden Sophomore-Jahr war sie weiterhin als torgefährliche Stammkraft erfolgreich, wobei sie es in 22 Partien, in denen sie immer von Beginn an spielte, auf zwölf Tore und vier Torvorlagen brachte. Wie bereits im Jahr zuvor blieb sie eine der besten Stürmerin des Landes, was die Wahlen ins NSCAA All-Central Region First Team und ins All-Big 12 First Team beweisen. 2014 konnte Beckie ihrer Leistungen um ein weiteres Stück verbessern, wobei sie abermals in 22 Partien von Beginn an auflief und den Red Raiders 17 Treffer und vier Assists beisteuerte. In ihrem Senior-Jahr steht die gelernte Stürmerin ebenfalls im Aufgebot der Damencollegemannschaft, die im August 2015 in die neue Saison in der Big 12 startet.

### Vereinsfußball
Im Jahre 2013 sammelte Janine Beckie während der Off-Season der Texas Tech erste Erfahrungen in der zweithöchsten Spielklasse im US-amerikanischen und kanadischen Frauenfußball, als sie zusammen mit Jaelene Hinkle und Morgan Johnson von den Seattle Sounders Women aufgenommen wurde. Von 2014 bis 2015 lief sie für den W-League-Teilnehmer Colorado Rush auf.
Am 15. Januar 2016 wurde sie in der ersten Runde des NWSL-College-Drafts an Position acht von der Franchise der Houston Dash verpflichtet. Zur Saison 2018 wechselte sie gemeinsam mit ihrer Mitspielerin Carli Lloyd zum Sky Blue FC. Nach dem Ende der Saison wechselte sie nach England zum Manchester City, mit dem sie in ihrer ersten Saison den FA Women’s Cup und WSL-Cup gewann. Nach vier Spielzeiten, in denen beide Pokale noch einmal gewonnen wurden, wechselte sie zur Saison 2022 in die NWSL zum Portland Thorns FC und gewann mit dem Team die NWSL-Meisterschaft.
Im August 2024 wechselte sie zum Racing Louisville FC.

## Nationalmannschaftskarriere
Bereits während ihrer High-School-Laufbahn sammelte Beckie erste internationale Erfahrung, wobei sie 2011 erstmals ins Colorado ODP Regional Team geholt wurde und ab dieser Zeit bis 2012 auch im Aufgebot der US-amerikanischen U-18-Juniorinnen stand. Nachdem sie an der Texas Tech University eingeschrieben war, wurde Beckie, die sowohl für die US-amerikanische wie auch die kanadische Frauennationalmannschaft spielberechtigt ist, im Februar und April 2013 zu Trainingscamps der U-20-Juniorinnen der USA einberufen. Nachdem sie sich bereits auf die Teilnahme mit den US-Damen an der U-20-Weltmeisterschaft in Kanada vorbereitete, wurde sie jedoch im Jahr 2014 erstmals vom kanadischen Fußballverband in eine Nationalauswahl des Geburtslandes ihrer Eltern und Geschwister geholt.
Mit den kanadischen U-20-Juniorinnen nahm sie schließlich an der Weltmeisterschaft teil, wobei sie in allen vier Partien ihrer Mannschaft zum Einsatz kam und mit zwei Treffern auch beste Torschützin der Kanadierinnen war. Von der technischen Studiengruppe der U-20-WM wurde sie als „vielseitige Spielerin, schnell und beweglich, mit guten Dribbelfähigkeiten und exzellenten Bewegungsabläufen auch abseits des Ballbesitzes“ bezeichnet. Mit der Mannschaft schied sie im Viertelfinale mit 0:2 gegen den späteren Weltmeister, die deutschen U-20-Damen, aus. Nachdem sie noch im August 2014 für die U-20-Mannschaft aufgelaufen war, wurde sie drei Monate später zum ersten Mal in die A-Nationalmannschaft Kanadas einberufen. Am 26. November 2014 debütierte sie schließlich in einem Freundschaftsspiel gegen Schweden, als sie zur Halbzeit für die langjährige Teamspielerin Brittany Baxter auf den Rasen kam und in der 75. Minute zusammen mit Selenia Iacchelli die Vorlage zum 1:1-Endstand für die Rekordspielerin Christine Sinclair machte. Bei ihrem zweiten Länderspieleinsatz, einem 2:1-Erfolg über Südkorea beim BaoAn-Cup 2015 in Shenzhen, erzielte Beckie, die abermals nur ab der zweiten Halbzeit zum Einsatz kam, in Minute 51 den Treffer zum 1:1-Ausgleich.
Nachdem sie im Spiel gegen Mexiko nicht zum Einsatz gekommen war, war sie gegen China erstmals von Beginn an im Einsatz, spielte jedoch nicht durch und gewann mit der Mannschaft nach drei Siegen das Turnier auf chinesischem Boden. Zu zwei weiteren Kurzeinsätzen brachte es Beckie in einem Gruppenspiel und später im Finale des Zypern-Cup 2015, in dem die Kanadierinnen gegen die Engländerinnen mit 0:1 unterlegen waren. Obgleich ihrer Einsätze in der WM-Vorbereitung stand sie bei der Fußball-Weltmeisterschaft der Frauen 2015 in Kanada nicht im Aufgebot der Gastgeberinnen. Nach der WM 2015 nahm sie mit der U-23-Mannschaft an den Panamerikanischen Spielen 2015 teil, die ebenfalls in ihrer Heimat stattfanden und bei denen die Kanadierinnen den vierten Platz belegten. Im Dezember 2015 nahm sie dann mit der A-Nationalmannschaft am Viernationenturnier in Brasilien teil, bei dem Kanada den zweiten Platz belegte und sie zwei Tore erzielte, u. a. das zwischenzeitliche 1:0 für Kanada bei der 1:3-Finalniederlage gegen Brasilien. Sie gehörte auch zum Kader für das Qualifikationsturnier für die Olympischen Sommerspiele 2016, bei dem sich Kanada für die Olympischen Spiele qualifizierte. Sie kam in zwei Gruppenspielen zum Einsatz und erzielte dabei zwei Tore.
Kurz danach gewann sie mit der Mannschaft den Algarve-Cup 2016, wobei sie im Finale gegen Brasilien ein Tor zum 2:1-Sieg beisteuerte. Beide Mannschaften trafen auch im Spiel um die Bronzemedaille bei den Olympischen Spielen 2016 aufeinander und erneut konnten sich die Kanadierinnen durchsetzen. Beckie war in zwei Gruppenspielen und den Spielen der K.-o.-Runde eingesetzt worden und hatte dabei drei Tore erzielt. Sie war damit zusammen mit ihrer Kapitänin Christine Sinclair zweitbeste Torschützin des Turniers.
Beim CONCACAF Women’s Gold Cup 2018 trug sie mit zwei Toren dazu bei, dass sich die Kanadierinnen für die WM 2019 qualifizieren konnten. Am 25. Mai 2019 wurde sie für die WM 2019 nominiert. Sie kam in den vier Spielen der Kanadierinnen zum Einsatz, schied aber mit ihrer Mannschaft im Achtelfinale gegen den späteren Dritten Schweden aus. Dabei konnte sie einen Strafstoß zum möglichen 1:1-Ausgleich nicht verwandeln.
Im Juni 2021 wurde sie für die wegen der COVID-19-Pandemie um ein Jahr verschobenen Olympischen Spiele nominiert. Bei den Spielen wurde sie in allen sechs Spielen ihrer Mannschaft eingesetzt. Im zweiten Gruppenspiel gegen Chile verschoss sie zunächst einen Foulelfmeter, konnte dann aber mit zwei Toren aus dem Spiel heraus ihre Mannschaft in Führung bringen (Endstand 2:1). Im dritten Gruppenspiel gegen Großbritannien wurde sie zur zweiten Halbzeit ausgewechselt, im Viertelfinale gegen Brasilien zur zweiten Halbzeit der Verlängerung und im Finale gegen Schweden wieder zur zweiten Halbzeit, so dass sie bei den beiden gewonnenen Elfmeterschießen nicht eingesetzt wurde. Durch den Sieg im Elfmeterschießen gewannen die Kanadierinnen erstmals die Goldmedaille.
Bei der CONCACAF W Championship 2022 kam sie in den drei Gruppenspielen, dem Halbfinale und im Finale zum Einsatz und erzielte beim 6:0-Sieg im Gruppenspiel gegen Trinidad und Tobago ein Tor. Bereits mit dem Einzug ins Halbfinale qualifizierten sich die Kanadierinnen für die Fußball-Weltmeisterschaft der Frauen 2023 in Australien und Neuseeland. Im Finale verloren sie dann aber wieder einmal gegen die USA.

## Erfolge

### Im Nationalteam
- Siegerin des Vier-Nationen-Turniers: 2015
- Zweiter Platz beim Zypern-Cup: 2015
- Siegerin beim Algarve-Cup 2016
- Bronzemedaille bei den Olympischen Spielen 2016
- Goldmedaille bei den Olympischen Spielen 2020

### Vereine
- 2018/19 Gewinn des FA Women’s Cup und WSL-Cup
- 2019/20 Gewinn des FA Women’s Cup
- 2021/22 Gewinn des WSL-Cup
- 2022 Gewinn der NWSL-Meisterschaft

## Privatleben
Im Dezember 2024 heiratete sie  Ethan Sonis.